# Musée national des techniques de Prague
Le Musée National des Techniques de Prague est le plus grand musée des techniques de toute la Tchéquie. Fondé en 1908, il assure la conservation de 3 500 m linéaires d'archives et d'environ 250 000 livres. Lors des expositions, jusqu'à 15% des objets conservés sont présentés au public. Les locaux actuels (voisins du parc de Letná) ont ouvert en 1941.

## Histoire
Le noyau des collections provient de l'école d'ingénieurs de Prague (fondée en 1717), devenue Institut Polytechnique de Prague (1806), pour former sous l'impulsion de Vojtěch Náprstek le « musée industriel tchèque » (1874). Le reste du fonds de l'Institut n'a été transféré au musée qu'au XXe siècle ; mais c'est l'inauguration, en 1910, d'un « Musée des Techniques de Bohème » dans le Palais Schwarzenberg, rebaptisé (dans le cadre de la fondation de l’état tchécoslovaque) « Musée National de Tchécoslovaquie » en 1918, qui marque vraiment l'essor de cette institution. Il a été déplacé dans ses locaux actuels en 1942,, conçus par Milan Babuška, lauréat du concours d'architecture avec un projet de style fonctionnaliste. Les collections, éparpillées sous l’occupation nazie, n'ont été restituées que petit à petit, et n'ont réintégré le hall principal que dans les années 1990.
En 1995 trois nouvelles galeries ont été inaugurées : celles du Design, de l’habitat individuel et des Beaux-Arts. L'aile consacrée au design se concentre principalement sur les premières motos tchèques, l'éclairage et leurs techniques de fabrication. La galerie consacrée à l’habitat individuel sert de cadre à des expositions trimestrielles de maquettes et de projets de maison présentant une originalité particulière ou en rapport avec un jubilé. La galerie des Beaux-Arts présente des tableaux et des sculptures réalisés entre le XVIIe et le XXe siècle, mais dont les sujets ont tous un rapport avec l'industrie, les sciences ou la technologie. Depuis 2001, le musée a ouvert un musée des chemins de fer, où sont exposés une centaine de wagons et motrices.
Les crues de 2002 ont sérieusement endommagé 200 m3 d'archives du musée. Le musée a fermé entre septembre 2006 et février 2011 pour réparer les bâtiments et le travail de sauvegarde s'est poursuivi jusqu'en 2013.

## Machines remarquables
Le pionnier de l'aviation Jan Kašpar a fait donation au musée de l'avion à bord duquel il a rallié Pardubice à Velká Chuchle en 1911.

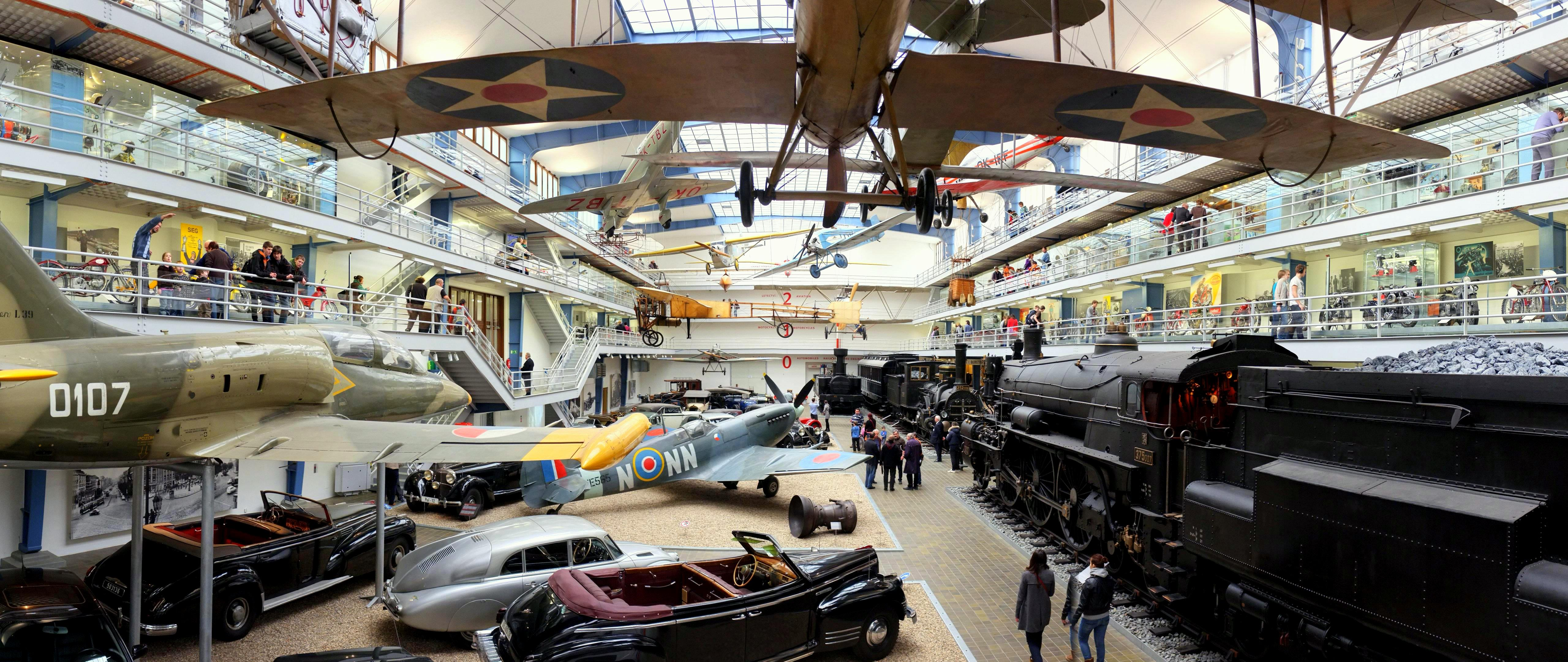
Vue d'ensemble de la grande halle
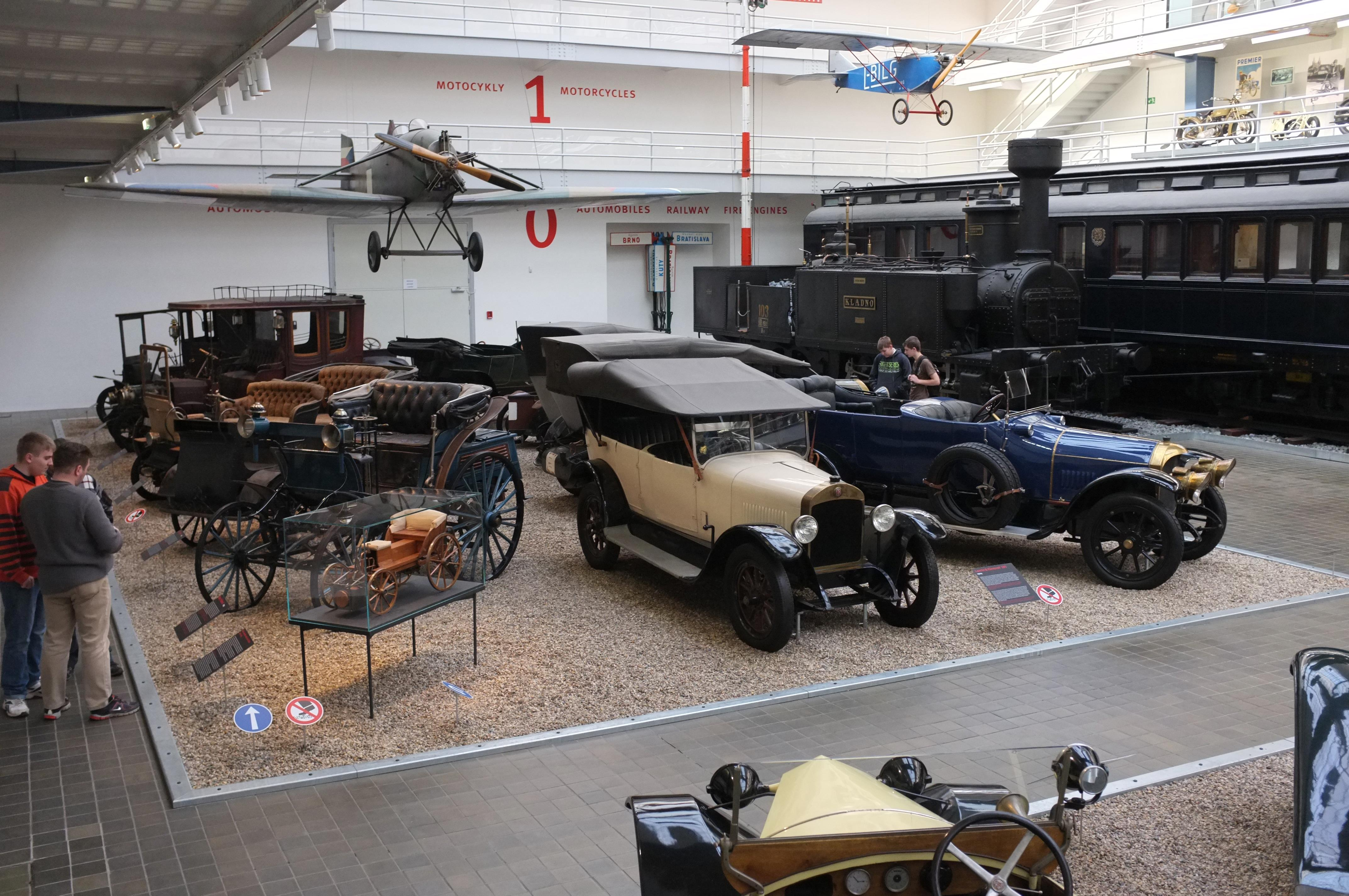
Véhicules historiques dans la grande halle

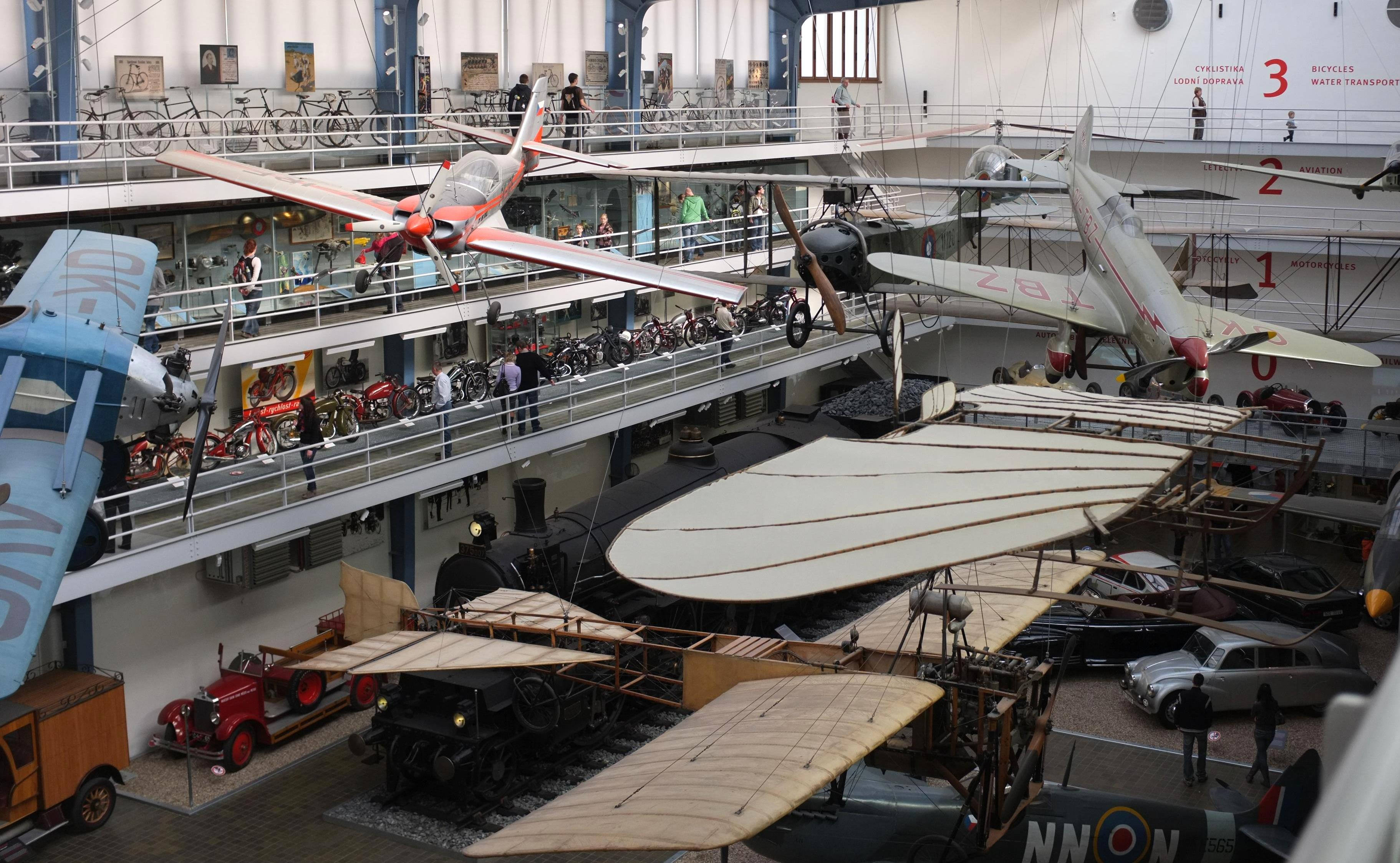
Avions suspendus dans la grande halle (2012)
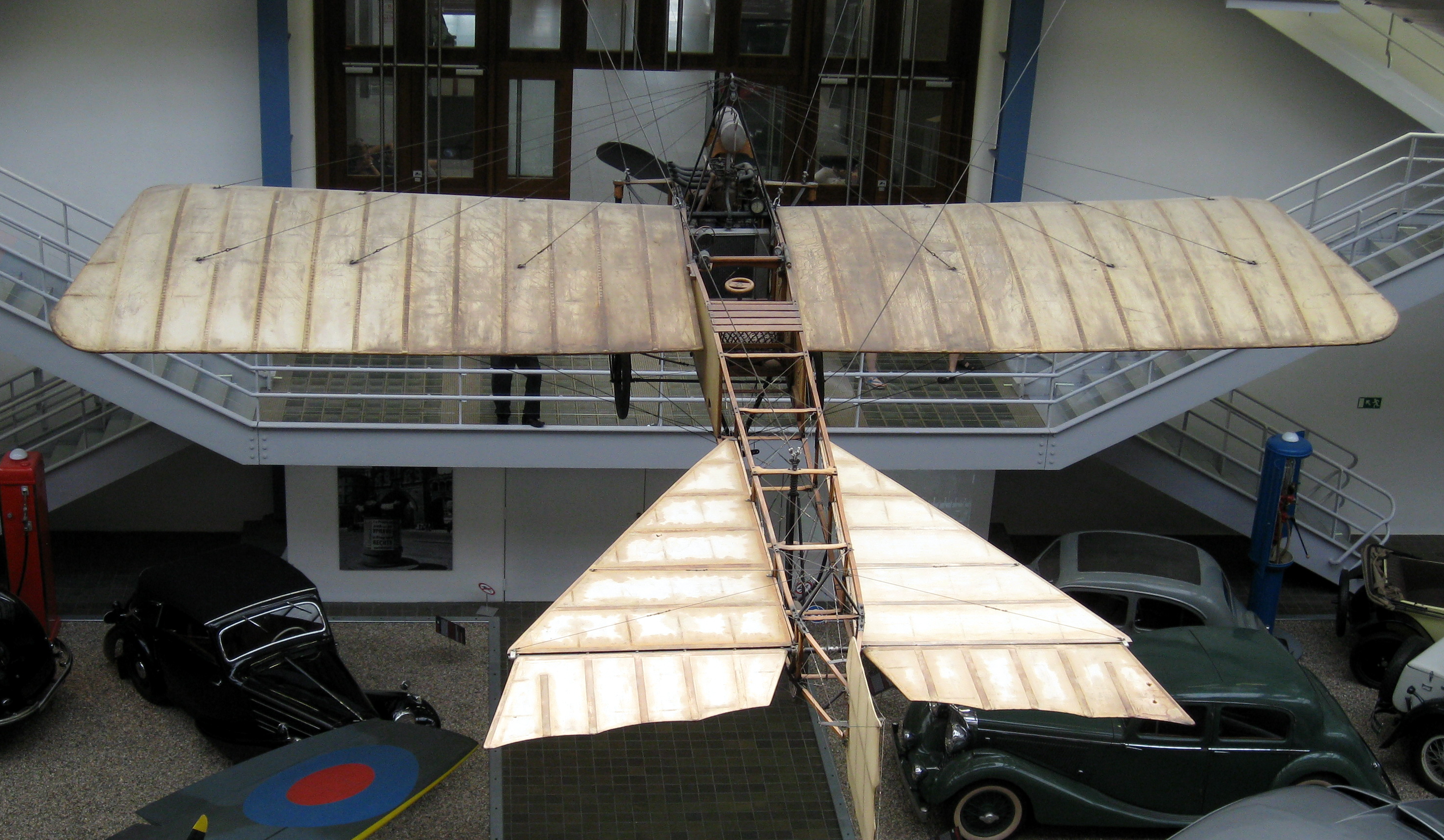
Le monoplan JK historique de Jan Kašpar (1911)
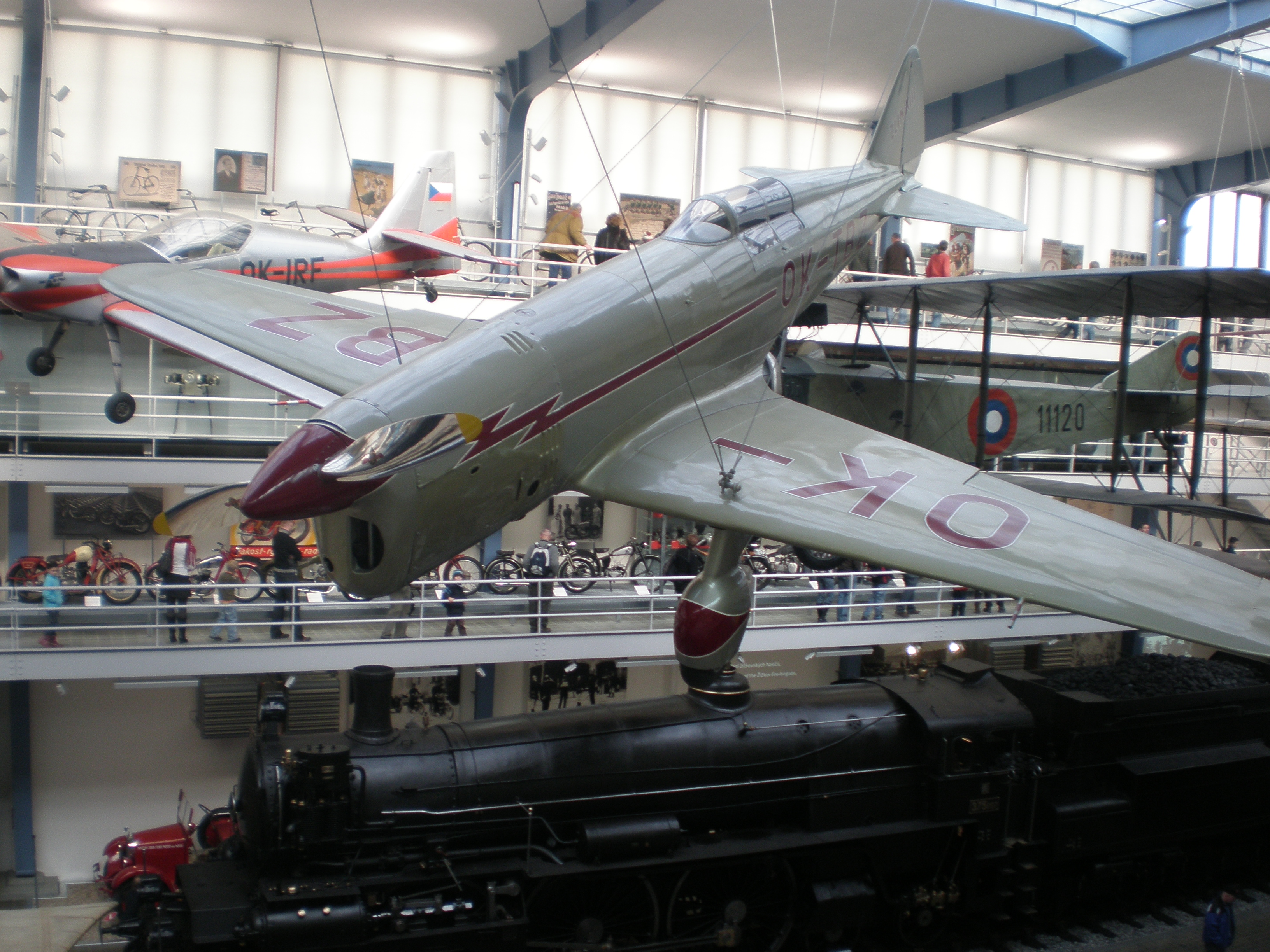
Un chasseur Zlín XIII (1937)

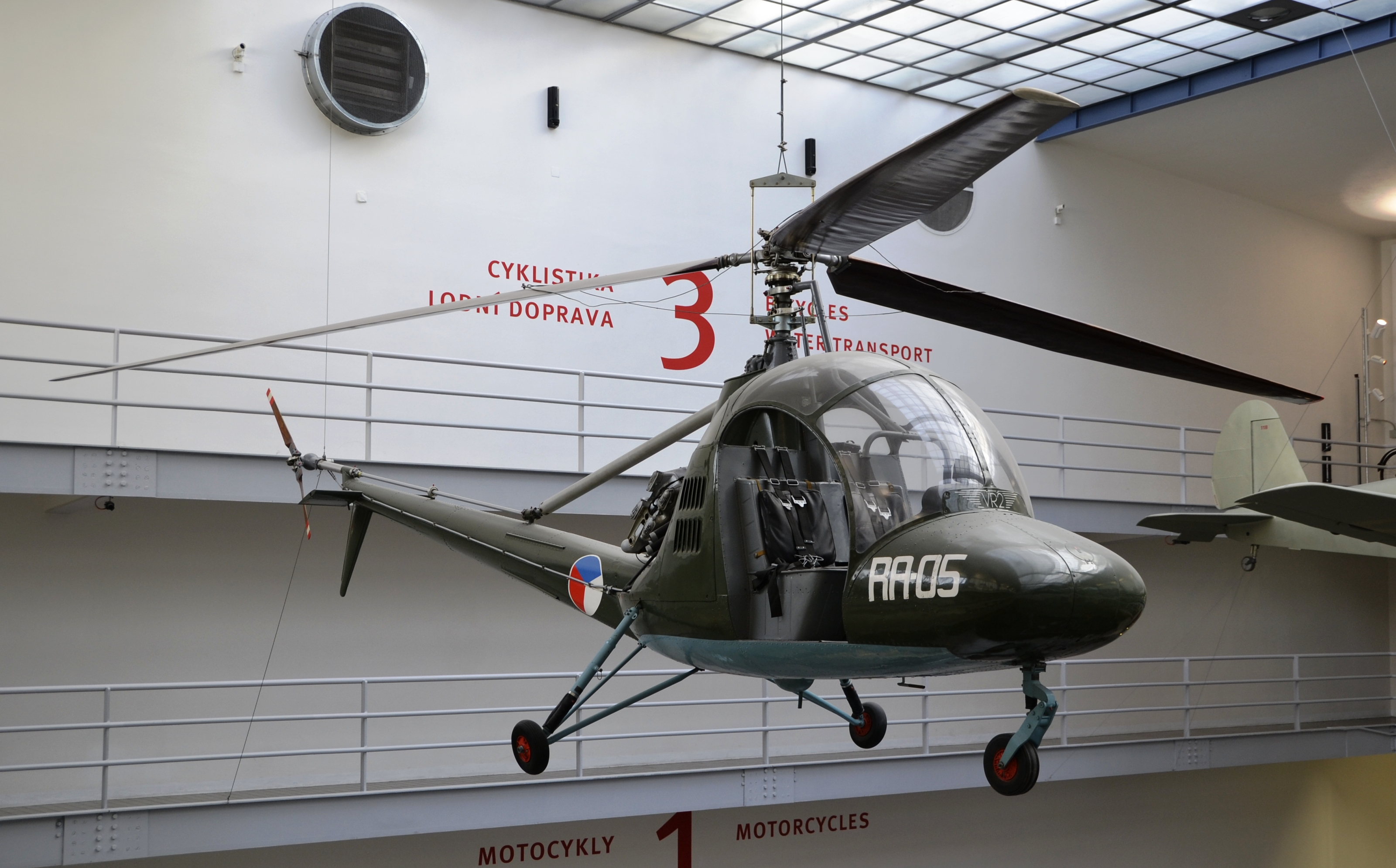
L’Aero HC-2 Heli Baby est un hélicoptère des années 1950 construit par Aero Vodochody.
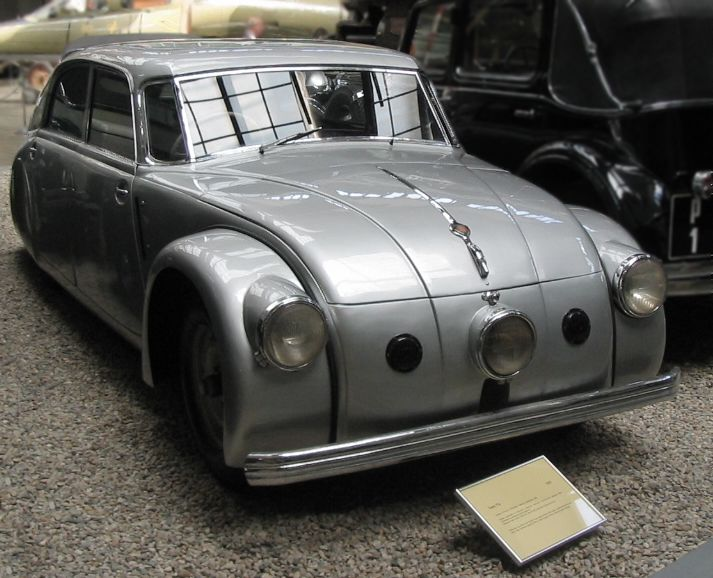
Une voiture Tatra 77
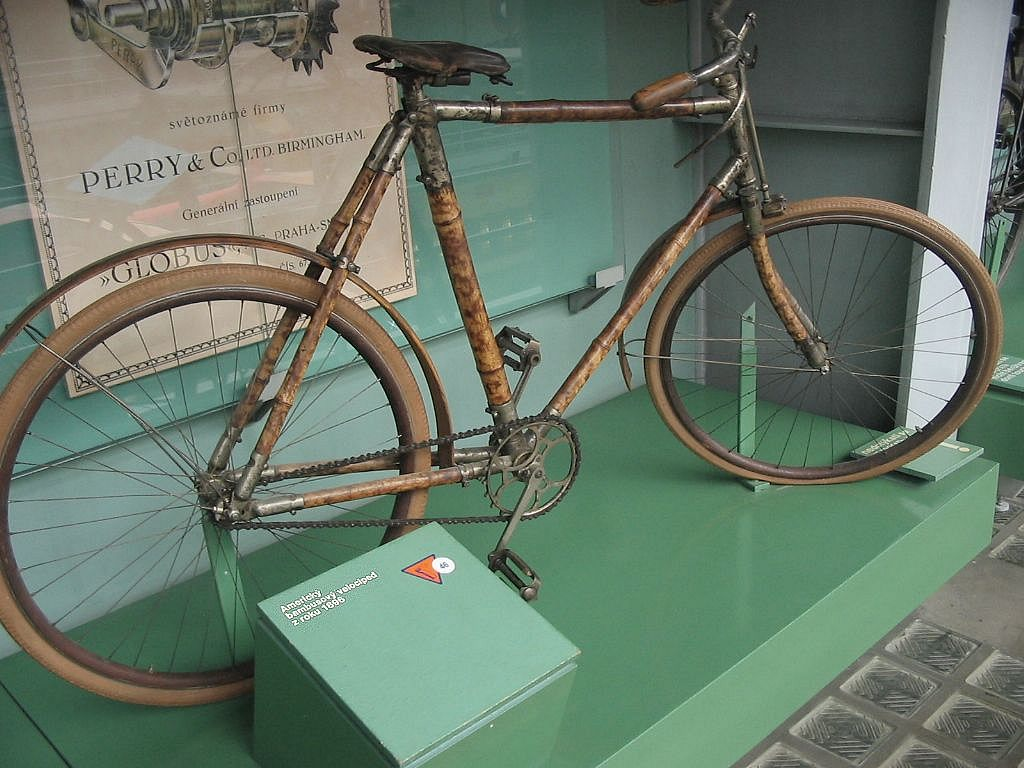
Bicyclette de Bambusov
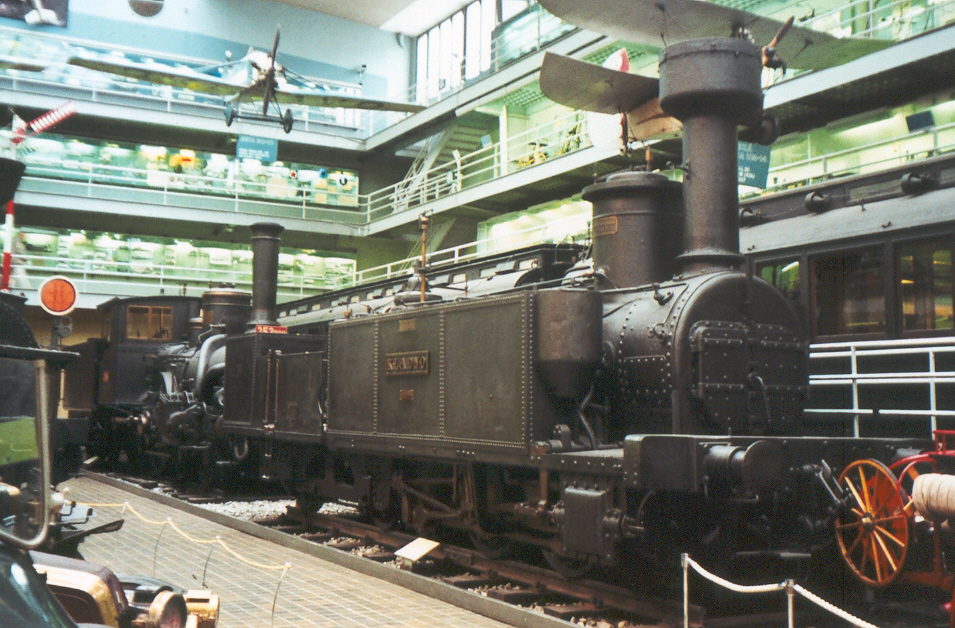
Locomotive Kladno

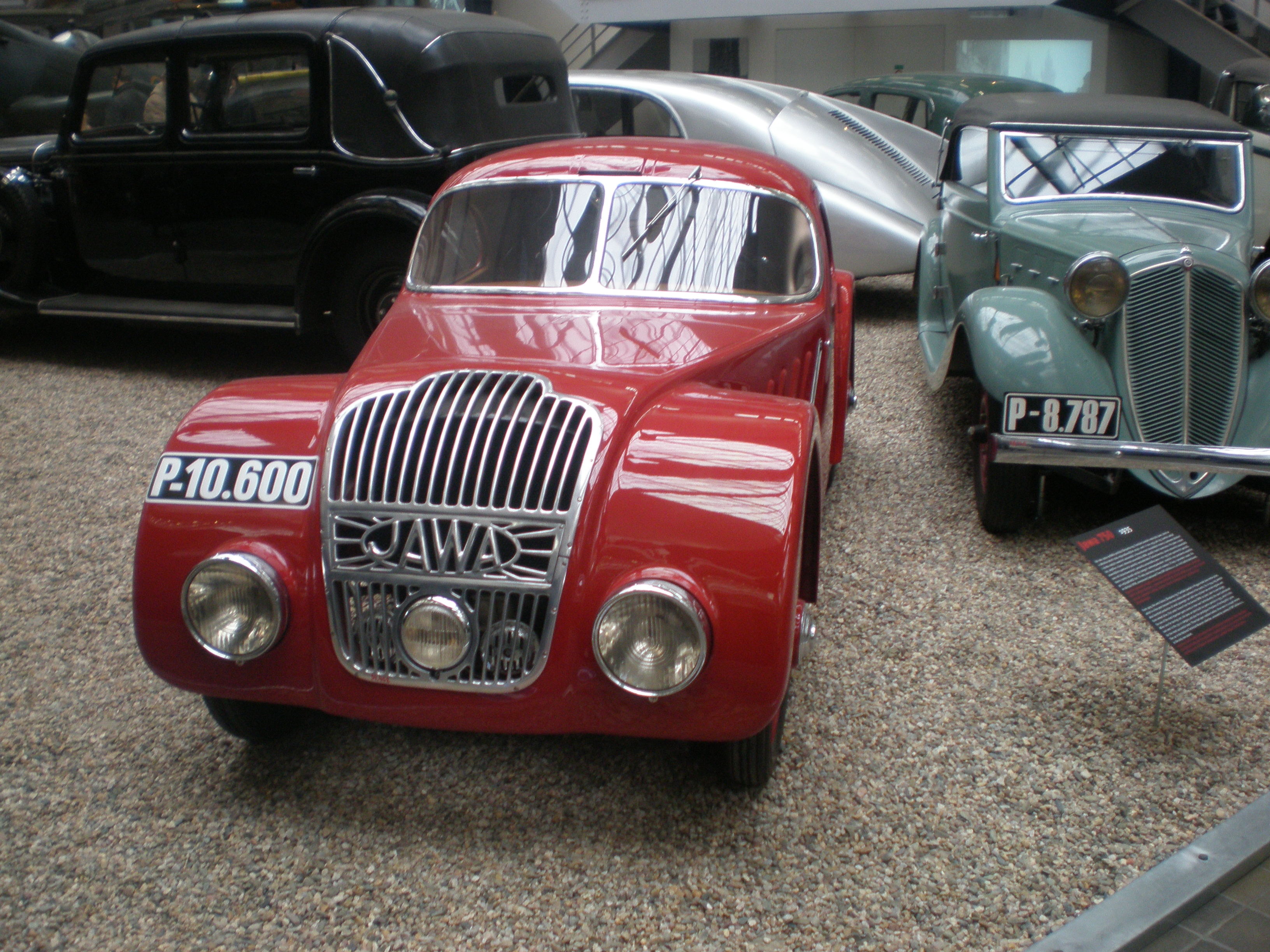
Voiture Jawa 750
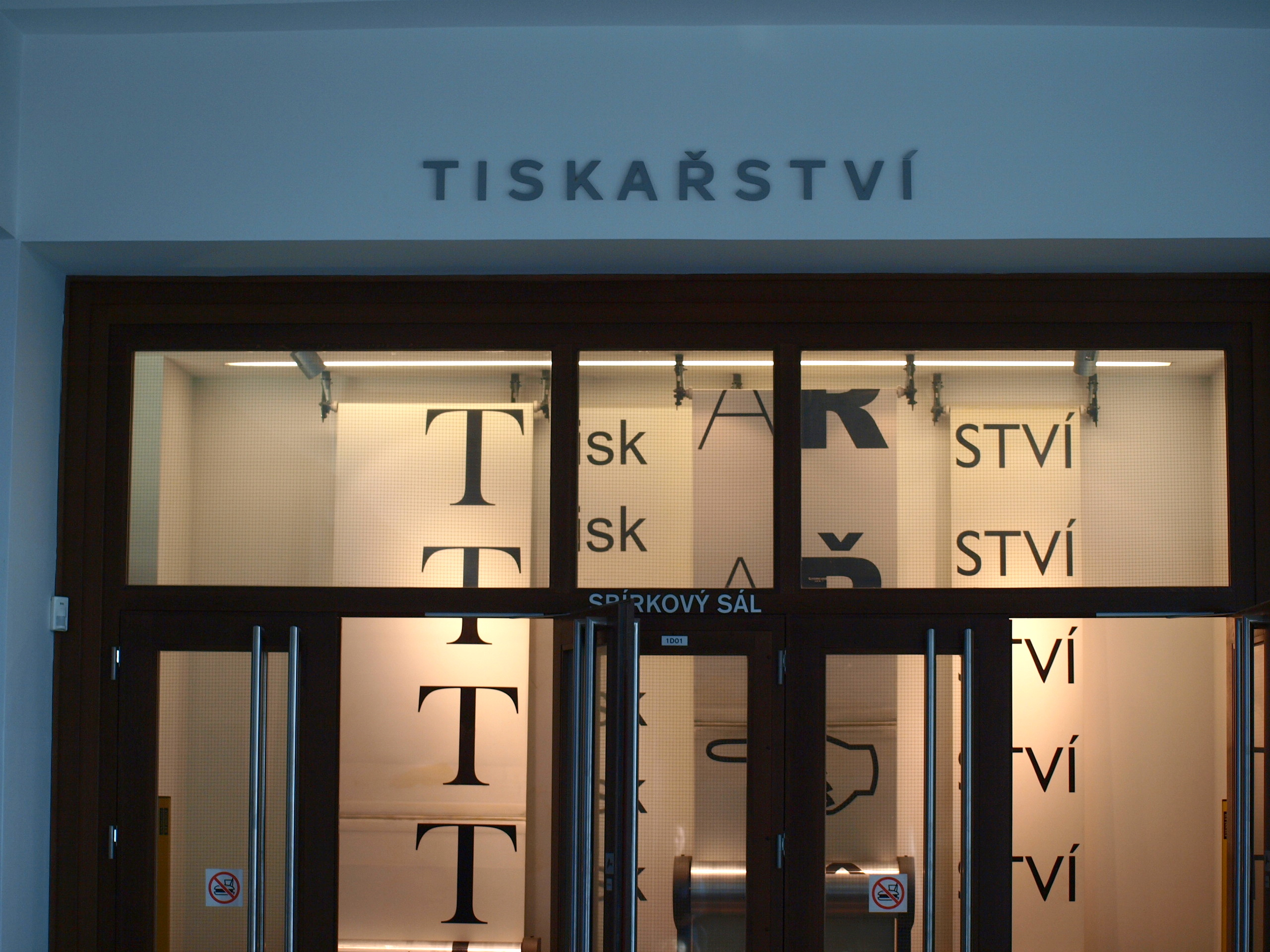
Département d’histoire de l'imprimerie
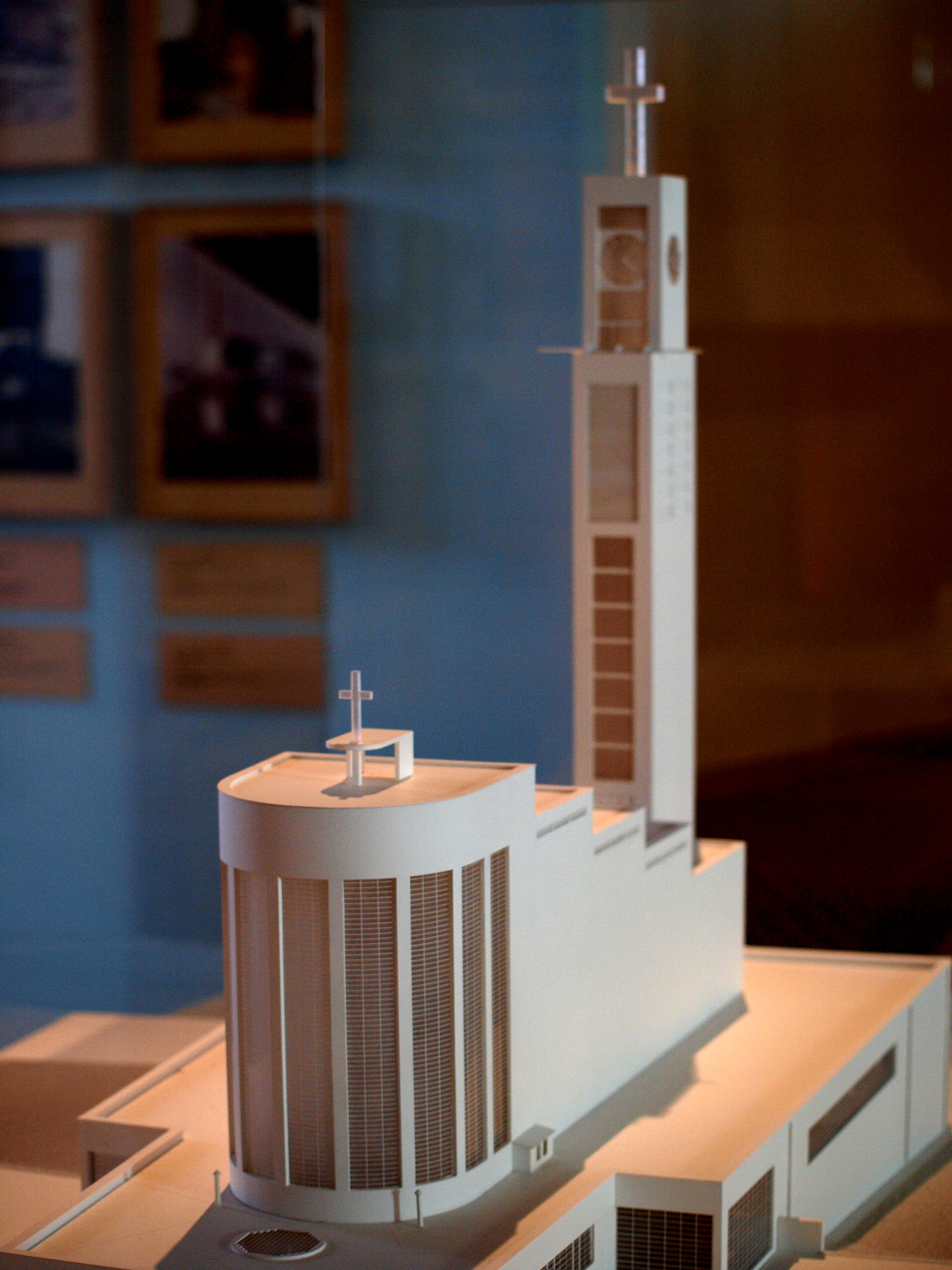
Maquette de l’église Saint-Venceslas de Prague, œuvre de Josef Gočár
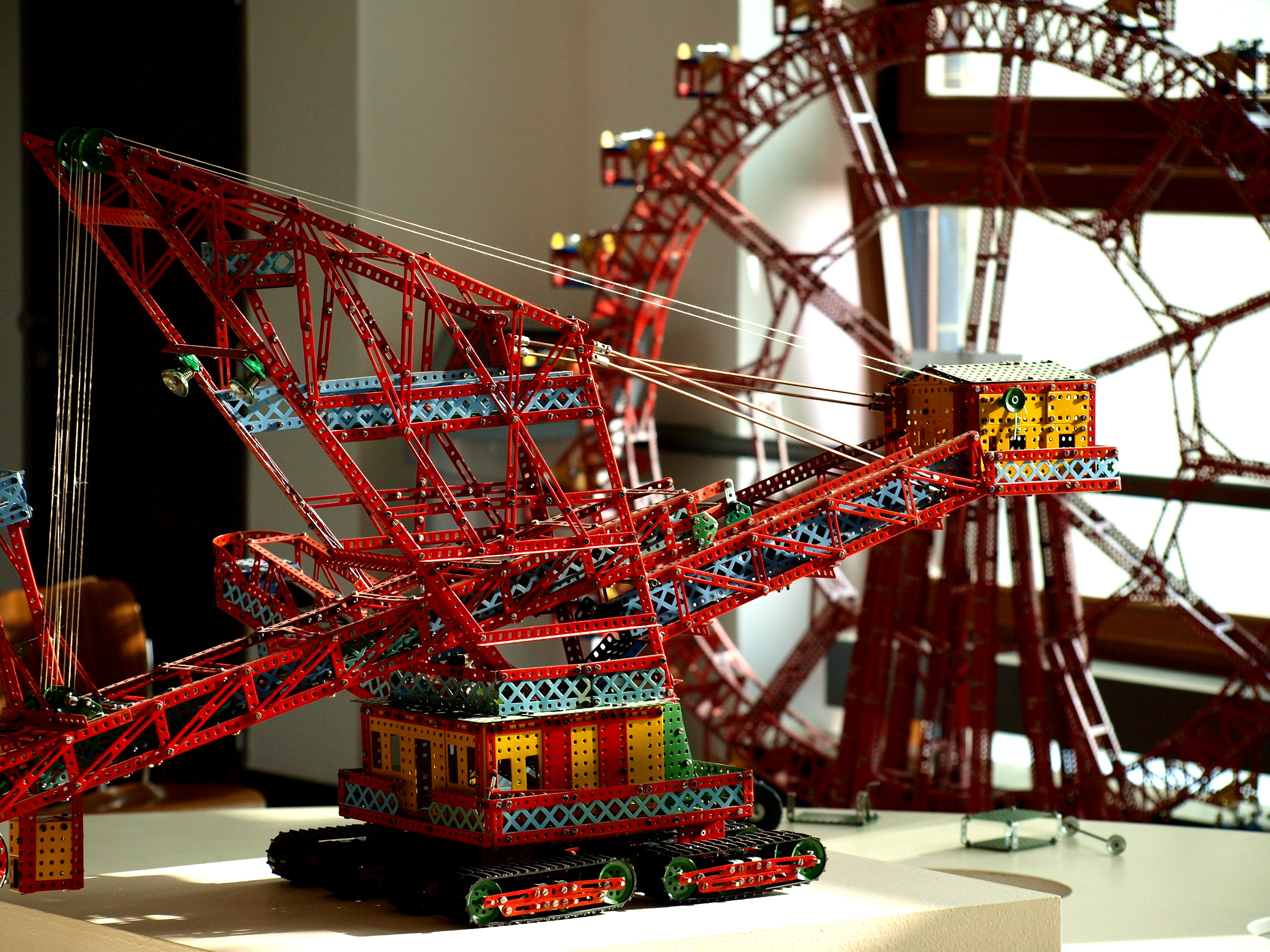
Maquette d’une dragline réalisée avec la version tchèque du Meccano (Merkur).